# Džbánov
Džbánov (en allemand : Zubern) est une commune du district d'Ústí nad Orlicí, dans la région de Pardubice, en Tchéquie. Sa population s'élevait à 377 habitants en 2024.

## Géographie
Džbánov se trouve à 5 km au sud de Vysoké Mýto, à 19 km à l'ouest-nord-ouest d'Ústí nad Orlicí, à 29 km à l'est-sud-est de Pardubice et à 125 km à l'est-sud-est de Prague.
La commune est limitée par Vysoké Mýto à l'ouest et au nord, par Hrušová à l'est, par Javorník au sud, et par Zádolí à l'ouest.

## Histoire
La première mention écrite de la localité date de 1304.

## Galerie

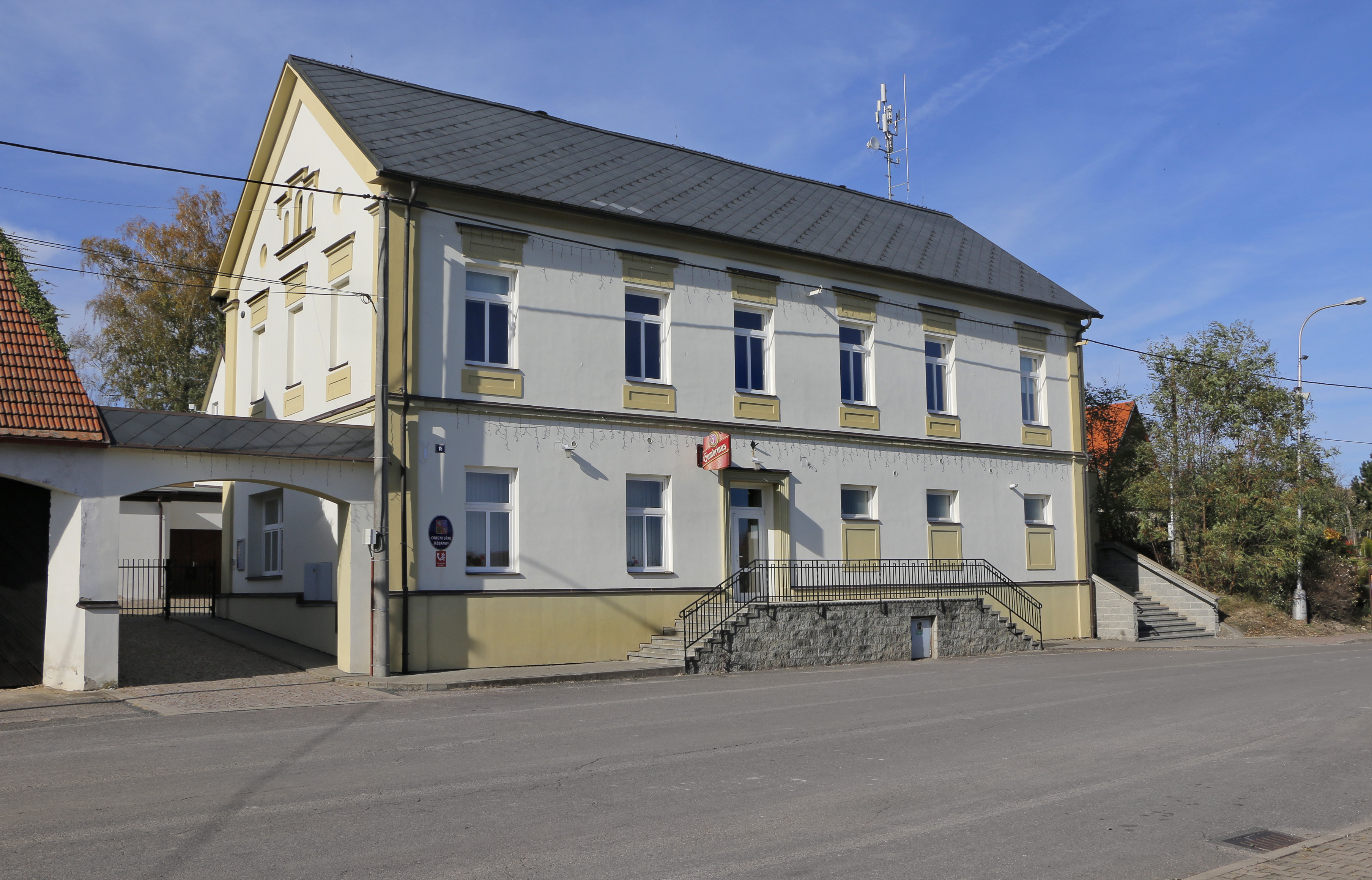
Džbánov : la mairie.
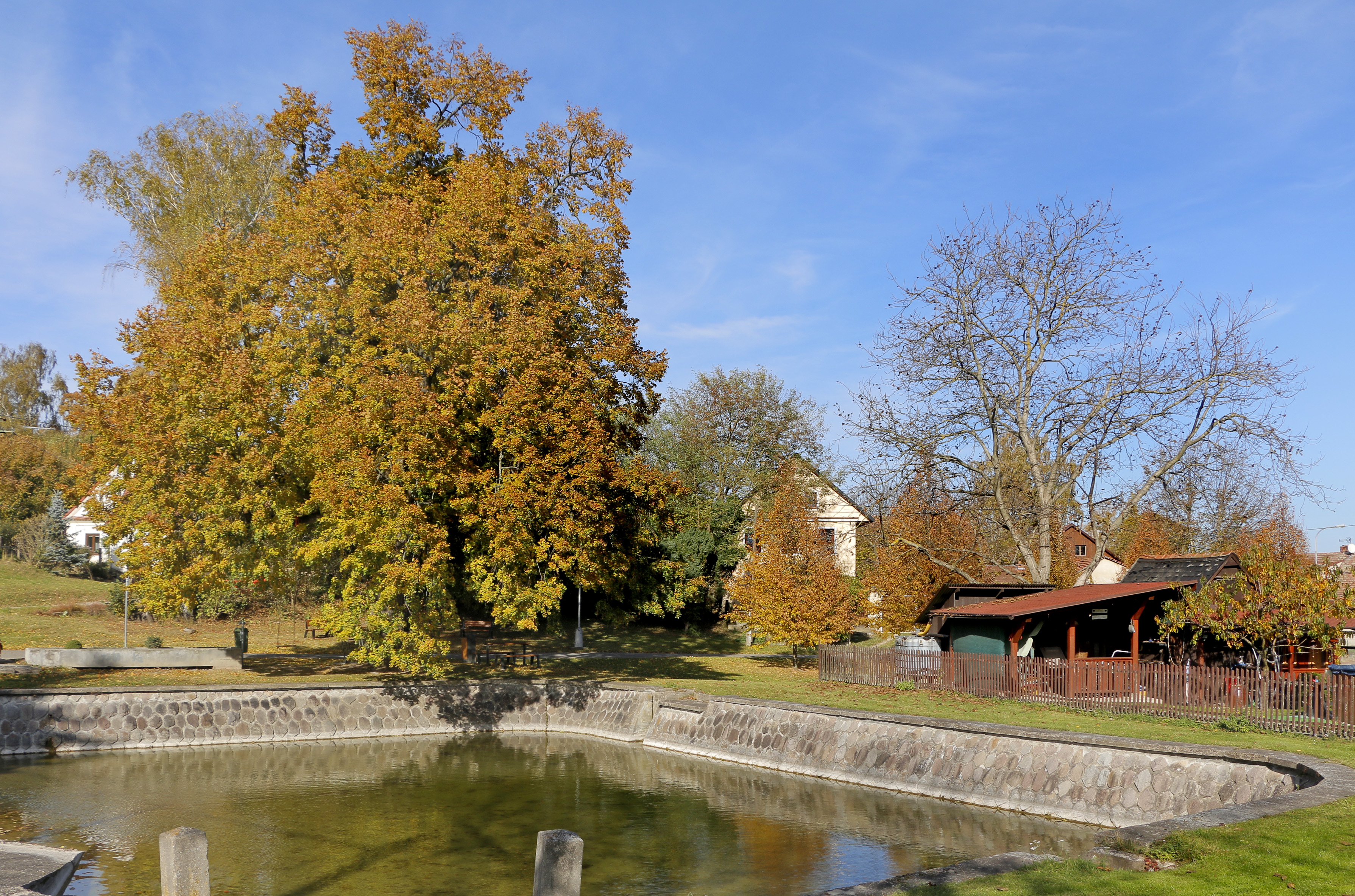
Étang au centre du village.

## Transports
Par la route, Džbánov se trouve à 5,7 km de Vysoké Mýto, à 25 km d'Ústí nad Orlicí, à 39 km de Pardubice et à 152 km de Prague. 